# 莱昂内尔·考克斯
莱昂内尔·考克斯（英語：Lionel Cox，1930年12月5日—2010年3月9日），澳大利亚男子自行车运动员。他曾代表澳大利亚参加1952年夏季奥林匹克运动会自行车比赛，获得一枚金牌和一枚银牌。